# Karl Dehner
Karl Dehner (* 24. August 1862 in Thanheim; † 19. April 1914 in Sigmaringendorf) war ein deutscher Historiker, Schulleiter und Heimatforscher in der Region des Fürstentums Hohenzollern-Sigmaringen.

## Leben
Karl Dehner wuchs in Thanheim (heute ein Ortsteil von Bisingen) am Fuße des Hohenzollern auf. Er legte im Jahre 1882 seine erste Dienstprüfung am Staatlichen Lehrerseminar in Boppard am Rhein ab. Bis 1898 war er an verschiedenen Schulen Hohenzollerns angestellt, darunter auch siebeneinhalb Jahre in Hochberg. 1898 übernahm er die Schulleiterstelle, verbunden mit dem Organistendienst, in Sigmaringendorf. Dort lebte Dehner bis zu seinem Tode 1914.

## Werk
Dehner machte sich um seine hohenzollerische Heimat in vielfältiger Weise verdient. Heimat und Kirche lagen ihm am Herzen. So setzte er sich in seiner Zeit in Hochberg für den Neubau der dortigen Kapelle selbstlos ein, wie ein Bericht aus dem Gemeindearchiv Hochberg zeigt:

„Er ist es auch gewesen, der im ganzen Zollerland und über die Grenzen hinaus das Lied von der Kirchennot Hochbergs sang und die Menschenherzen zur milden Wohltätigkeit stimmte; er ist es gewesen, der selber Opfer und Mühen nicht scheute, der sich nicht schämte bei einer Dorfkollekte und bei allen seinen Kollegen als Bettler für den Hochberger Kapellenneubau zu erscheinen und auf diese Weise eine schöne Summen zusammenzubringen.“

In Sigmaringendorf baute Dehner eine für die damalige Zeit ungewöhnlich große Sammlung an naturwissenschaftlichen Exponaten für den Schulunterricht auf, engagierte sich in der weltlichen und der Kirchengemeinde und war von 1899 bis zu seinem Tode im Vorstand der Ortsgruppe des Schwäbischen Albvereins aktiv. Er war Mitherausgeber eines neuen Lesebuchs für die älteren Volksschüler und Vorsitzender des Bezirkslehrervereins Sigmaringen.
Bekannt wurde Dehner aber vor allem durch seine Tätigkeit als Historiker und Autor. Neben seiner Schulleitertätigkeit durchforstete er viele Jahre lang Akten aus Pfarr- und Gemeindearchiven der näheren Umgebung, die fürstlichen und staatlichen Archive in Sigmaringen und vor allem Klosterarchive, namentlich des eng mit der Geschichte Sigmaringendorfs verbundenen Klosters Mehrerau. Aus all dieser Arbeit entstanden viele historische Schriften, als bekannteste sicherlich die sogenannte Dehnersche Chronik, eine umfassende Geschichte der Gemeinde Sigmaringendorf.

Die Dehnersche Chronik, 1982 neu aufgelegt

## Schriften
Die Chronik der Gemeinde Sigmaringendorf 1249–1912 ist Dehners Hauptwerk. Sie erschien in drei Bänden: 1249–1727; 1728–1814 und 1815–1912. Die Dehnersche Chronik, die 1982 ergänzt um die Jahre 1913–1981 in einem Sammelband neu aufgelegt wurde, ist das wichtigste Zeugnis der Geschichte Sigmaringendorfs und Laucherthals und eine der umfassendsten geschichtlichen Sammlungen der Region.
Dehner verfasste aber noch viele weitere Schriften aus dem Bereich der Geschichte und der Heimatkunde, darunter die Werke Das Schlößchen Ratzenhofen in Sigmaringendorf, Der Fürstliche Tiergarten Josefslust, Allerlei vom Wusthau, Das Schlösschen Inzigkofen oder Klöster und Burgen in der Umgebung. Zum 200-jährigen Firmenjubiläum der Fürstlich Hohenzollerischen Hüttenwerke Laucherthal verfasste er 1908 eine viel beachtete Festschrift, welche die Geschichte des größten Hüttenwerks der Region darstellte. Regelmäßig veröffentlichte er auch Ergebnisse seiner Forschungen in regionalen Tageszeitungen.
Dehners Schriften- und Akten- und Bildersammlungen sind noch heute Bestandteil des Kreisarchives Sigmaringen.

## Auszeichnungen
Die Verdienste Dehners um die Heimat wurden vielfältig gelobt. Ganz besonders kam der Dank der Heimatgemeinde Sigmaringendorf aber dadurch zum Ausdruck, dass sie ihren ehemaligen Schulleiter posthum zum Ehrenbürger machte und eine Straße, die Karl-Dehner-Straße nach ihm benannte.

## Heimatverbundenheit
Dehners Arbeit außerhalb des Schuldienstes war von einer großen Heimatliebe geprägt. Er steht beispielhaft für die Verbundenheit und Treue der Menschen zu kirchlicher und weltlicher Obrigkeit im Hohenzollern des ausgehenden 19. Jahrhunderts. Selbst wenn er für seine Veröffentlichungen und Vortragstätigkeiten (er war zu seiner Zeit ein oft eingeladener Redner) entlohnt worden sein sollte, so war dies nicht der Hauptantrieb für seine Arbeit. Als Schulleiter hatte er ein gesichertes Einkommen. Aus der Art seiner Tätigkeiten wird vielmehr deutlich, dass sein Engagement aus Patriotismus und Leidenschaft resultierte, wie auch das von ihm selbst verfasste Schlusswort seiner Dehnerschen Chronik zum Ausdruck bringt. Dort beschreibt Dehner seine Motivation für die Erstellung der Chronik so:

„Wie unsere Vorfahren im heißen Ringen und Kämpfen sich für ihr Kleinod, ihre Heimat, wehrten, so müssen auch wir Seite an Seite wacker alle Kräfte einsetzen, unsere Heimat zu schützen. Zwar ist es kein äußerer Feind, der sie bedroht; er kommt von innen und ist daher um so schlimmer. Es sind die finstern Gewalten, die schon seit vielen Jahren im geheimen an der Arbeit sind – und leider nicht ohne Erfolg – Thron und Altar zu stürzen. Wohl wissend, daß man dabei zuerst das Fundament untergraben muß, sind sie bemüht, die Heimatliebe aus dem Herzen des Volkes zu reißen. (…) Heiße Heimatliebe war es, die uns seit vielen Jahren forschen ließ in der Vergangenheit unseres geliebten Zollernländchens, und die uns dann die Feder in die Hand drückte, die Geschichte unseres Heimatortes zu schreiben. Möge das Buch daher in allen, die in ihm lesen, das hervorrufen, was wir bezweckten: Steigerung der Heimatliebe und damit wahre Vaterlandsliebe. (…) Sollte sich dieses einigermaßen erfüllen, dann wäre der Verfasser hochbeglückt und reich entschädigt für seine viele Mühe und Arbeit. Das walte Gott!“